# Simon János (labdarúgó, 1915)
Simon János (beceneve Simon Pápi) (1915. – ?) magyar labdarúgó, olimpikon, jogász.

## Pályafutása
1931-ben már a PEAC csapatában játszott kapusként.
1935-ben védte a kaput a Délnyugati I. osztályban hétről hétre, 1935-ben a PEAC megnyerte a bajnokságot, őt ünnepelték elsősorban.
Játékára Budapesten is felfigyeltek, meghívták a vidékválogatottba, majd szerepelt az amatőr válogatottban (ebben a minőségében védett Norvégia ellen) és 1936-ban az olimpiai válogatottba is beválogatták. 1936 május 21-én védte az olimpiai válogatott kapuját Velencében az olasz főiskolás válogatott ellen (1–2). Ezek után átszervezték a csapatot ugyan, de ő tagja maradt a válogatottnak. A berlini olimpián viszont az első mérkőzésen kiesett a csapat.
Tagja volt a főiskolás világbajnokságot nyert magyar csapatnak 1937-ben és amikor elvégezte az egyetemet, a Pénzügyőr SE kapusa lett.
1988-ban még élt, mert a Dunántúli Napló nyugdíjasként írt róla.